# Fußball-Club Gelsenkirchen-Schalke 04 2022-2023
Questa voce raccoglie le informazioni riguardanti l' Fußball-Club Gelsenkirchen-Schalke 04  nelle competizioni ufficiali della stagione 2022-2023.

## Maglie e sponsor
| Casa | Trasferta | Terza maglia |

## Rosa
Aggiornata al 16 maggio 2023 

In corsivo i calciatori ceduti durante la stagione 
| N. |                        | Ruolo | Calciatore             |
| -- | ---------------------- | ----- | ---------------------- |
| 1  | Germania (bandiera)    | P     | Ralf Fährmann          |
| 2  | Paesi Bassi (bandiera) | D     | Thomas Ouwejan         |
| 3  | Austria (bandiera)     | D     | Leo Greiml             |
| 4  | Giappone (bandiera)    | D     | Maya Yoshida           |
| 5  | Paesi Bassi (bandiera) | D     | Sepp van den Berg      |
| 6  | Germania (bandiera)    | C     | Tom Krauß              |
| 7  | Danimarca (bandiera)   | A     | Jordan Larsson         |
| 8  | Germania (bandiera)    | C     | Danny Latza (capitano) |
| 9  | Germania (bandiera)    | A     | Simon Terodde          |
| 10 | Uruguay (bandiera)     | C     | Rodrigo Zalazar        |
| 11 | Germania (bandiera)    | A     | Marius Bülter          |
| 13 | Germania (bandiera)    | P     | Alexander Schwolow     |
| 15 | Francia (bandiera)     | D     | Timothée Kolodziejczak |
| 17 | Germania (bandiera)    | C     | Florian Flick          |
| 18 | Finlandia (bandiera)   | D     | Jere Uronen            |
| 19 | Turchia (bandiera)     | A     | Kenan Karaman          |
| 20 | Francia (bandiera)     | C     | Florent Mollet         |
| 20 | Germania (bandiera)    | A     | Tim Skarke             |
| 21 | Germania (bandiera)    | C     | Niklas Tauer           |
| 22 | Mali (bandiera)        | D     | Ibrahima Cissé         |

| N. |                      | Ruolo | Calciatore         |
| -- | -------------------- | ----- | ------------------ |
| 23 | Germania (bandiera)  | C     | Mehmet-Can Aydın   |
| 24 | Germania (bandiera)  | C     | Dominick Drexler   |
| 25 | Germania (bandiera)  | D     | Moritz Jenz        |
| 26 | Svizzera (bandiera)  | A     | Michael Frey       |
| 27 | Svizzera (bandiera)  | D     | Cédric Brunner     |
| 28 | Germania (bandiera)  | P     | Justin Heekeren    |
| 29 | Germania (bandiera)  | C     | Tobias Mohr        |
| 30 | Rep. Ceca (bandiera) | C     | Alex Král          |
| 33 | Germania (bandiera)  | D     | Malick Thiaw       |
| 33 | Colombia (bandiera)  | D     | Édér Balanta       |
| 34 | Austria (bandiera)   | P     | Michael Langer     |
| 35 | Polonia (bandiera)   | D     | Marcin Kamiński    |
| 37 | Romania (bandiera)   | A     | Andreas Ivan       |
| 38 | Giappone (bandiera)  | A     | Sōichirō Kōzuki    |
| 40 | Germania (bandiera)  | A     | Sebastian Polter   |
| 41 | Germania (bandiera)  | D     | Henning Matriciani |
| 42 | Germania (bandiera)  | C     | Kerim Çalhanoğlu   |
| 42 | Germania (bandiera)  | A     | Keke Topp          |
| 44 | Germania (bandiera)  | A     | Sidi Sané          |

## Calciomercato

### Sessione estiva
| Acquisti         | Acquisti               | Acquisti              | Acquisti                   |
| R.               | Nome                   | da                    | Modalità                   |
| ---------------- | ---------------------- | --------------------- | -------------------------- |
| D                | Thomas Ouwejan         | AZ Alkmaar            | definitivo (2 milioni €)   |
| C                | Rodrigo Zalazar        | Eintracht Francoforte | definitivo (1,5 milioni €) |
| A                | Sebastian Polter       | Bochum                | definitivo (1,5 milioni €) |
| C                | Tobias Mohr            | Heidenheim            | definitivo (1,1 milioni €) |
| D                | Tom Krauß              | RB Lipsia             | prestito (600 mila €)      |
| C                | Florent Mollet         | Montpellier           | definitivo (500 mila €)    |
| A                | Marvin Pieringer       | Friburgo II           | definitivo (500 mila €)    |
| P                | Alexander Schwolow     | Hertha Berlino        | prestito (300 mila €)      |
| P                | Justin Heekeren        | RW Oberhausen         | definitivo (180 mila €)    |
| A                | Jordan Larsson         | Spartak Mosca         | gratuito                   |
| D                | Cédric Brunner         | Arminia Bielefeld     | gratuito                   |
| D                | Leo Greiml             | Rapid Vienna          | gratuito                   |
| D                | Maya Yoshida           | Sampdoria             | gratuito                   |
| A                | Kenan Karaman          | Beşiktaş              | gratuito                   |
| D                | Ibrahima Cissé         | Gent                  | gratuito                   |
| C                | Alex Kral              | Spartak Mosca         | gratuito                   |
| D                | Sepp van den Berg      | Liverpool             | prestito                   |
| D                | Timothée Kolodziejczak |                       | svincolato                 |
| Altre operazioni |                        |                       |                            |
| R.               | Nome                   | da                    | Modalità                   |
| D                | Amine Harit            | Olympique Marsiglia   | fine prestito              |
| D                | Ozan Kabak             | Norwich City          | fine prestito              |
| C                | Can Bozdoğan           | Beşiktaş              | fine prestito              |
| A                | Rabbi Matondo          | Cercle Bruges         | fine prestito              |
| D                | Amine Harit            | Olympique Marsiglia   | fine prestito              |
| D                | Levent Mercan          | Fatih Karagümrük      | fine prestito              |
| D                | Timo Becker            | Hansa Rostock         | fine prestito              |
| C                | Nassim Boujellab       | Ingolstadt 04         | fine prestito              |

| Cessioni         | Cessioni           | Cessioni              | Cessioni                 |
| R.               | Nome               | da                    | Modalità                 |
| ---------------- | ------------------ | --------------------- | ------------------------ |
| D                | Ozan Kabak         | Hoffenheim            | definitivo (7 milioni €) |
| D                | Malick Thiaw       | Milan                 | definitivo (7 milioni €) |
| A                | Rabbi Matondo      | Rangers               | definitivo (3 milioni €) |
| C                | Can Bozdoğan       | Utrecht               | prestito (500 mila €)    |
| C                | Victor Pálsson     | D.C. United           | definitivo (500 mila €)  |
| D                | Timo Becker        | Holstein Kiel         | definitivo (250 mila €)  |
| D                | Marius Lode        | Bodø/Glimt            | gratuito                 |
| D                | Hamza Mendyl       | OH Lovanio            | gratuito                 |
| P                | Martin Fraisl      | Arminia Bielefeld     | gratuito                 |
| C                | Marc Rzatkowski    | Arminia Bielefeld     | gratuito                 |
| D                | Levent Mercan      | Fatih Karagümrük      | gratuito                 |
| C                | Amine Harit        | Olympique Marsiglia   | prestito                 |
| D                | Reinhold Ranftl    | Austria Vienna        | prestito                 |
| C                | Blendi Idrizi      | Jahn Ratisbona        | prestito                 |
| A                | Marvin Pieringer   | Paderborn             | prestito                 |
| C                | Nassim Boujellab   | HJK                   | prestito                 |
| D                | Salif Sané         |                       | svincolato               |
| Altre operazioni |                    |                       |                          |
| D                | Ko Itakura         | Manchester City       | fine prestito            |
| C                | Rodrigo Zalazar    | Eintracht Francoforte | fine prestito            |
| D                | Thomas Ouwejan     | AZ Alkmaar            | fine prestito            |
| A                | Darko Čurlinov     | Stoccarda             | fine prestito            |
| D                | Andreas Vindheim   | Sparta Praga          | fine prestito            |
| C                | Lee Dong-gyeong    | Ulsan HD              | fine prestito            |
| A                | Marvin Pieringer   | Friburgo II           | fine prestito            |
| C                | Yaroslav Mikhailov | Zenit San Pietroburgo | fine prestito            |
| R.               | Nome               | da                    | Modalità                 |

### Sessione invernale
| Acquisti | Acquisti             | Acquisti      | Acquisti              |
| R.       | Nome                 | da            | Modalità              |
| -------- | -------------------- | ------------- | --------------------- |
| A        | Tim Skarke           | Union Berlino | prestito (250 mila €) |
| D        | Moritz Jenz          | Lorient       | prestito (200 mila €) |
| A        | Michael Frey         | Anversa       | prestito              |
| C        | Éder Álvarez Balanta | Club Bruges   | prestito              |
| C        | Niklas Tauer         | Magonza       | prestito              |
| D        | Jere Uronen          | Brest         | prestito              |

| Cessioni | Cessioni         | Cessioni   | Cessioni                   |
| R.       | Nome             | da         | Modalità                   |
| -------- | ---------------- | ---------- | -------------------------- |
| C        | Florent Mollet   | Nantes     | definitivo (1,5 milioni €) |
| A        | Jordan Larsson   | Copenaghen | prestito                   |
| C        | Florian Flick    | Norimberga | prestito                   |
| D        | Kerim Çalhanoğlu | Sandhausen | prestito                   |

## Risultati

### Bundesliga

#### Girone di andata
| Arbitro: | Robert Schröder |

|                                   |           |            |
| Kilian 49’ Kainz 62’ Ljubicic 55’ | Marcatori | 76’ Bülter |

| Arbitro: | Jablonski |

|                                 |           |                              |
| Zalazar 29’ Bülter 90+3’ (rig.) | Marcatori | 72’ J. Hofmann 78’ M. Thuram |

| Wolfsburg 20 agosto 2022, ore 15:30 CEST 3ª giornata | Wolfsburg        | 0 – 0 referto | Schalke 04 | Volkswagen-Arena (26 959 spett.)\| Arbitro: \| Zwayer (Berlino) \| |
| Arbitro:                                             | Zwayer (Berlino) |               |            |                                                                    |

| Arbitro: | Hartmann |

|                   |           |                                                          |
| Bülter 31’ (rig.) | Marcatori | 6’ Thorsby 36’, 46’ Becker 45+3’ Haberer 87’, 90’ Michel |

| Arbitro: | Badstübner (Norimberga) |

|             |           |             |
| Führich 18’ | Marcatori | 21’ Terodde |

| Arbitro: | Zwayer |

|                                             |           |                |
| Drexler 38’ Mašović 73’ (aut.) Polter 90+6’ | Marcatori | 51’ P. Hofmann |

| Arbitro: | Felix Brych (Monaco di Baviera) |

|             |           |  |
| Moukoko 78’ | Marcatori |  |

| Arbitro: | Schlager |

|                       |           |                               |
| Terodde 33’ Krauß 63’ | Marcatori | 9’, 21’ E. Demirović 77’ Hahn |

| Arbitro: | Reichel (Stoccarda) |

|                                          |           |  |
| Diaby 38’ Frimpong 41’, 52’ Paulinho 90’ | Marcatori |  |

| Arbitro: | Badstubner |

|  |           |                                          |
|  | Marcatori | 11’ (rig.), 59’ (rig.) Skov 45+2’ Dabbur |

| Arbitro: | Petersen |

|                       |           |            |
| Tousart 49’ Kanga 88’ | Marcatori | 85’ Mollet |

| Arbitro: | Dingert |

|  |           |                         |
|  | Marcatori | 45+1’, 61’ (rig.) Grifo |

| Arbitro: | Brych |

|                          |           |             |
| Füllkrug 30’ Ducksch 76’ | Marcatori | 89’ Drexler |

| Arbitro: | Reichel |

|             |           |  |
| Terodde 10’ | Marcatori |  |

| Arbitro: | Felix Zwayer (Berlino) |

|  |           |                              |
|  | Marcatori | 38’ Gnabry 52’ Choupo-Moting |

| Arbitro: | Marco Fritz (Korb) |

|                                    |           |  |
| Lindstrøm 21’ Borré 84’ Buta 90+1’ | Marcatori |  |

| Arbitro: | Cortus |

|            |           |                                                                       |
| Kōzuki 56’ | Marcatori | 7’, 44’ André Silva 15’ Henrichs 45+2’ Werner 83’ Olmo 89’ Y. Poulsen |

#### Girone di ritorno
| Gelsenkirchen 29 gennaio 2023, ore 15:30 CET 18ª giornata | Schalke 04 | 0 – 0 referto | Colonia | Veltins-Arena (61 571 spett.)\| Arbitro: \| Jöllenbeck \| |
| Arbitro:                                                  | Jöllenbeck |               |         |                                                           |

| Mönchengladbach 4 febbraio 2023, ore 18:30 CET 19ª giornata | Borussia M'gladbach | 0 – 0 referto | Schalke 04 | Borussia-Park (54 042 spett.)\| Arbitro: \| Aytekin \| |
| Arbitro:                                                    | Aytekin             |               |            |                                                        |

| Gelsenkirchen 10 febbraio 2023, ore 20:30 CET 20ª giornata | Schalke 04             | 0 – 0 referto | Wolfsburg | Veltins-Arena (60 836 spett.)\| Arbitro: \| Brand (Unterspiesheim) \| |
| Arbitro:                                                   | Brand (Unterspiesheim) |               |           |                                                                       |

| Berlino 21 gennaio 2023, ore 15:30 CET 21ª giornata | Union Berlino | 0 – 0 referto | Schalke 04 | Stadion An der Alten Försterei (22 012 spett.)\| Arbitro: \| Reichel \| |
| Arbitro:                                            | Reichel       |               |            |                                                                         |

| Arbitro: | Aytekin (Oberasbach) |

|                        |           |          |
| Drexler 10’ Bülter 40’ | Marcatori | 63’ Sosa |

| Arbitro: | Brych |

|  |           |                               |
|  | Marcatori | 45’ (aut.) Riemann 79’ Bülter |

| Arbitro: | Marco Fritz (Korb) |

|                        |           |                                 |
| Bülter 50’ Karaman 79’ | Marcatori | 38’ Schlotterbeck 60’ Guerreiro |

| Arbitro: | Schlager |

|           |           |                     |
| Maier 51’ | Marcatori | 90+3’ (rig.) Bülter |

| Arbitro: | Aytekin (Oberasbach) |

|  |           |                                     |
|  | Marcatori | 50’ Frimpong 61’ Wirtz 90+2’ Azmoun |

| Arbitro: | Jöllenbeck |

|                                  |           |  |
| Kral 22’ (aut.) Bebou 70’ (rig.) | Marcatori |  |

| Arbitro: | Brych |

|                                                      |           |                           |
| Skarke 3’ Bülter 13’, 78’ Terodde 48’ Kamiński 90+2’ | Marcatori | 45+3’ Jovetić 84’ Richter |

| Arbitro: | Hartmann |

|                                          |           |  |
| Gregoritsch 7’, 35’ Höler 52’ Ginter 82’ | Marcatori |  |

| Arbitro: | Dankert |

|                                |           |             |
| Van den Berg 81’ Drexler 90+2’ | Marcatori | 18’ Ducksch |

| Arbitro: | Jöllenbeck |

|                            |           |                                     |
| Barreiro 53’ A. Martín 52’ | Marcatori | 26’, 90+12’ (rig.) Bülter 60’ Krauß |

| Arbitro: | Robert Schröder (Hannover) |

|                                                                      |           |  |
| Müller 21’ Kimmich 29’ (rig.) Gnabry 50’, 65’ Tel 80’ Mazraoui 90+2’ | Marcatori |  |

| Arbitro: | Schlager (Hügelsheim) |

|                       |           |                     |
| Terodde 1’ Polter 85’ | Marcatori | 21’ Kamada 59’ Tuta |

| Arbitro: | Osmers |

|                                             |           |                                     |
| Laimer 10’ Nkunku 19’, 90+4’ Y. Poulsen 82’ | Marcatori | 28’ M. Kamiński 49’ (aut.) W. Orban |

### DFB-Pokal
| Arbitro: | Hanslbauer |

|  |           |                                                           |
|  | Marcatori | 3’ Zalazar 12’, 33’ Drexler 39’ (aut.) Kmiec 83’ Kamiński |

| Arbitro: | Jöllenbeck |

|                                                     |           |             |
| Dabbur 5’, 43’ Angeliño 16’ Kabak 51’ Kadeřábek 63’ | Marcatori | 69’ Drexler |

### Statistiche di squadra
| Competizione      | Punti | In casa | In casa | In casa | In casa | In casa | In casa | In trasferta | In trasferta | In trasferta | In trasferta | In trasferta | In trasferta | Totale | Totale | Totale | Totale | Totale | Totale | DR  |
| Competizione      | Punti | G       | V       | N       | P       | Gf      | Gs      | G            | V            | N            | P            | Gf           | Gs           | G      | V      | N      | P      | Gf     | Gs     | DR  |
| ----------------- | ----- | ------- | ------- | ------- | ------- | ------- | ------- | ------------ | ------------ | ------------ | ------------ | ------------ | ------------ | ------ | ------ | ------ | ------ | ------ | ------ | --- |
| Bundesliga        | 31    | 17      | 5       | 5       | 7       | 23      | 36      | 17           | 2            | 5            | 10           | 12           | 35           | 34     | 7      | 10     | 17     | 35     | 71     | -36 |
| Coppa di Germania | -     | 0       | 0       | 0       | 0       | 0       | 0       | 2            | 1            | 0            | 1            | 6            | 5            | 1      | 1      | 0      | 1      | 6      | 5      | +1  |
| Totale            | -     | 17      | 5       | 5       | 7       | 23      | 36      | 19           | 3            | 5            | 11           | 18           | 40           | 35     | 8      | 10     | 18     | 41     | 76     | -35 |